# Ghibellijnen
De Ghibellijnen waren een laatmiddeleeuwse, Noord-Italiaanse politieke stroming die zich keerde tegen de wereldlijke macht van de paus, met als argument dat de Donatio Constantini niet betekende dat de paus absolute macht kon krijgen. Ze waren aanhangers van de keizers van Duitsland en gezworen tegenstanders van de Welfen ('Guelfi'). Ghibellijnen beschouwden zichzelf over het algemeen als oude landadel in de steden, en waren overwegend voor een scheiding van kerk en staat, deels om zelf de regerende macht te kunnen opeisen.

## De oorsprong van het conflict
De oorsprong van de twist tussen de Welfen en de Ghibellijnen ligt in de investituurstrijd tussen Hendrik IV van Duitsland en paus Gregorius VII, de vroegere bisschop Hildebrandt van Florence. Gregorius VII verbood de zogeheten lekeninvestituur, het recht van de wereldlijke macht om kloosterbelasting te innen en bisschoppen en abten te benoemen. 

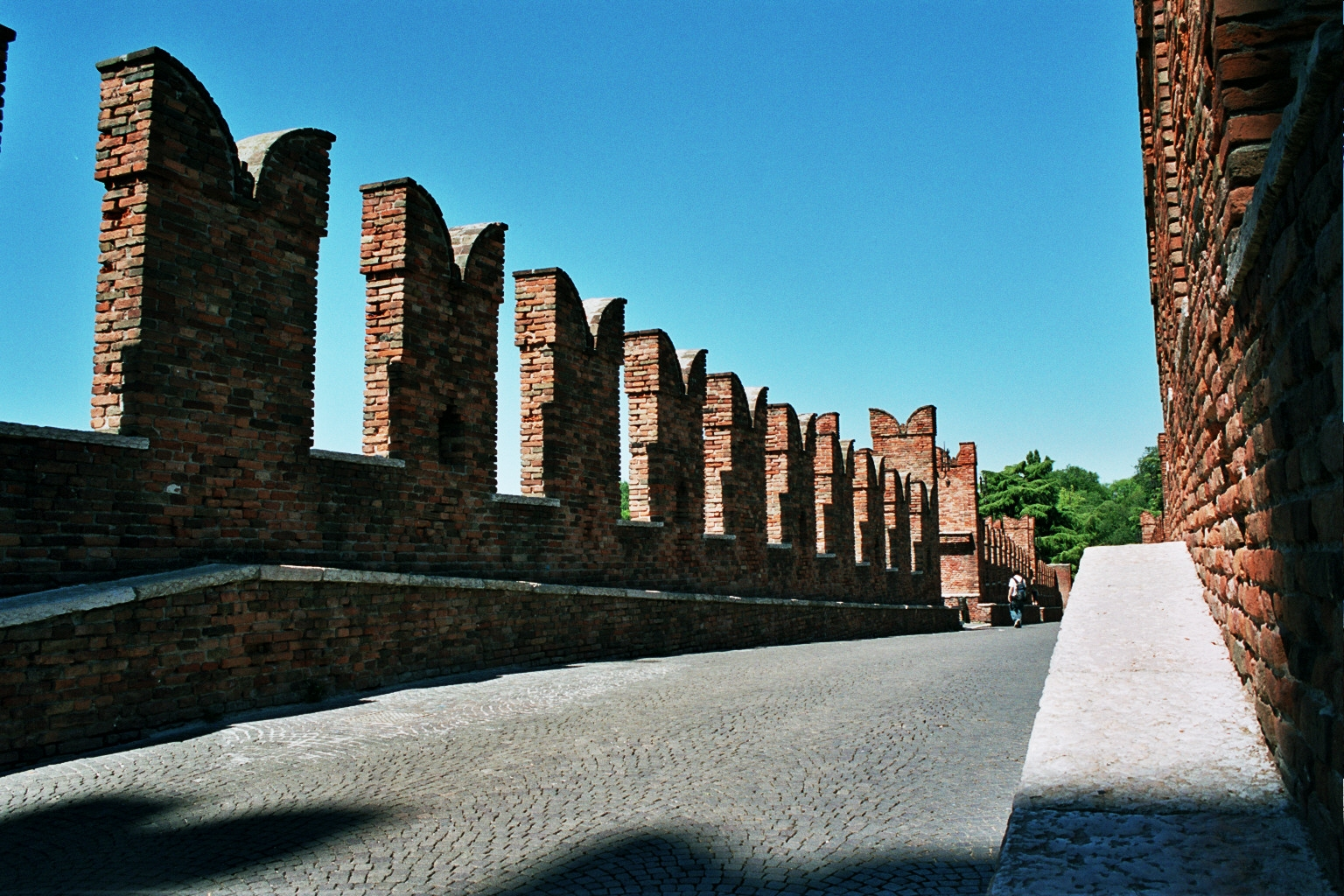
Ghibellijnse kantelen op de Ponte Scaligero in Verona.

Hendrik IV weigerde dit recht af te staan en sprak de woorden: “Ik, Hendrik, door Gods genade koning, zeg u samen met al mijn bisschoppen: Treed af!”. Dit leidde in 1077 tot zijn excommunicatie, waarna hij een pelgrimstocht naar Canossa moest maken. De strijd om de investituur werd onder keizer Frederik I Barbarossa, uit het huis Hohenstaufen, zijn opvolger keizer Hendrik VI en zijn kleinzoon Frederik II, nog heviger omdat zij elke pauselijke suprematie afwezen. Daarop riep paus Innocentius III een tegenkeizer uit: Otto IV uit de familie der Welfen, zoon van Hendrik de Leeuw. Daarop riepen de aanhangers van de Duitse keizer zich uit tot Waiblingen, naar de naam van het familieslot van de Hohenstaufen. Dit werd veritaliaanst tot Ghibellijnen. De rijke steden Florence en Lucca kozen de kant van de Welfen. Hun eeuwige rivalen, Siena, Pisa en Pistoia, kozen voor de Ghibellijnen. Binnen deze steden was het echter afhankelijk van afkomst of je Welfisch of Ghibellijns was. Aan de vorm van de kantelen kon men ook zien of een stad Welfisch of Ghibellijns was.

## De politieke situatie van de Ghibellijnen
Na de dood van Hendrik VI, die met de hulp van de Ghibellijnse steden geprobeerd heeft de paus af te zetten, werd het voor de Ghibellijnen steeds moeilijker hun macht te bewaren. De Welfen wonnen in 1250 in Florence de macht, en namen daarop de Ghibellijnse adel hun macht, leenstelsel, geld en regels af. Op 6 augustus 1289 werd een wet aangenomen die de slavenhandel verbood, ook een grote domper voor de Ghibellijnen. Dit was een eerste aanzet tot de constitutie van mensenrechten, onafhankelijk van goddelijke wetten of keizerlijke bepalingen.
In de heraldiek plaatsten de Ghibellijnse partijgangers "schildhoofden van aanhankelijkheid" in hun wapens om aan te geven wat hun partij was. Deze wapenschilden worden ook nu nog gebruikt door oude Italiaanse geslachten.